# Riu Bhileng
El riu Bilin o riu Bhileng (també Bheeleng) és un riu de Birmània.
Neix a les muntanes entre els rius Sittaung i Salween, i corre cap al sud per desaiguar a la badia de Bengala a l'est de desembocadrua del Sittaung prop de la ciutat de Bhileng o Bilin (Estat Mon) que tenia 2.274 habitants el 1881. Rep nombrosos afluent però de poca importància.